# Бельский, Владимир Иванович
Влади́мир Ива́нович Бе́льский (2 (14) апреля 1866, Троки — 28 февраля 1946, Гейдельберг, Американская зона оккупации Германии) — русский поэт, либреттист

.

## Биография
Родился в Троки в 1866 году (2 апреля). О его семье и раннем периоде жизни ничего не известно. 
В 1885 году окончил Ларинскую гимназию. Затем учился в Императорском Санкт-Петербургском университете, где окончил сначала юридический факультет (1889), затем физико-математический (1893). В 1897 году получил степень магистра политической экономии и статистики. Был специалистом по страховому делу.
В 1894 году познакомился с Н. А. Римским-Корсаковым, стал его другом и постоянным либреттистом. Участвовал в редактировании текста оперы «Садко» (автор нескольких сцен), создал либретто опер «Сказка о царе Салтане», «Сказание о невидимом граде Китеже и деве Февронии», «Золотой петушок». Он также написал сценарии неосуществлённых опер «Степан Разин», «Навзикая», «Небо и земля». 
Из-за революционных событий в России, по одной версии, в 1921 году эмигрировал в Белград; по другой версии — он эмигрировал в Германию в начале 1920-х годов и прожил там всю оставшуюся жизнь, где и умер. Умер в 1946 году в Гейдельберге, Германия, в американской зоне оккупации
Созданные в эмиграции статьи о творчестве Римского-Корсакова и воспоминания о нём не были опубликованы и сгорели вместе со всем архивом Бельского во время бомбёжки Белграда в годы Второй мировой войны. 